# Rio (Wisconsin)
Rio is een plaats (village) in de Amerikaanse staat Wisconsin, en valt bestuurlijk gezien onder Columbia County.

## Demografie
Bij de volkstelling in 2000 werd het aantal inwoners vastgesteld op 938. In 2006 is het aantal inwoners door het United States Census Bureau geschat op 986, een stijging van 48 (5,1%).

## Geografie
Volgens het United States Census Bureau beslaat de plaats een oppervlakte van 3,2 km², geheel bestaande uit land. Rio ligt op ongeveer 288 m boven zeeniveau.

## Plaatsen in de nabije omgeving
De onderstaande figuur toont nabijgelegen plaatsen in een straal van 16 km rond Rio.